# 阿字村
阿字村（あじむら）は、広島県芦品郡にあった村。現在の府中市の一部にあたる。

## 地理
芦田川支流・阿字川の流域に位置していた。
・阿字川の支流として、船割川、出川、平谷川などがある。
・霧ヶ丸山（553m）がある。
・阿字村の中に、落合、船割（船割、船割奥）、井手、平谷（平谷、平谷奥）、西組、上組、御山の地名がある。

## 歴史
- 1889年（明治22年）4月1日、町村制の施行により、芦田郡阿字村が単独で村制施行し、阿字村が発足[1][2]。木野山村、行縢村、桑木村、阿字村の町村組合を結成し役場を木野山村に設置[2]。
- 1898年（明治31年）10月1日、郡の統合により芦品郡に所属[1][2]。
- 1955年（昭和30年）
  - 3月17日、甲奴郡上下町大字斗升の一部を編入[1][2]。
  - 3月31日、芦品郡大正村と合併し、共和村を新設して廃止された[1][2]。共和村は即日、協和村に改称した[2]。

### 地名の由来
かつて海に面していた頃にアジがとれたことによる。
・弘法大師（空海）が諸国を歩いて回っていた時に、阿字村の近くにある山の上よりこの地を流れる川の流れを見て、「あ」の字の様な流れであると言われたことが由来の一つと伝えられている。

## 産業
- 農業[2]